# Архетип
Архетип (от гръцки: ὰρχέτῦπος, означаващо „модел, пример“) в психологията е модел на обект, личност или начин на поведение. Понякога терминът се използва със значението на стереотип, а в други ситуации може да означава аналогична гледна точка.
Архетипите съществуват във фолклора и литературата в продължение на хилядолетия. Основателят на аналитичната психология Карл Густав Юнг през XX век определя компонентите на колективно несъзнаваното като архетипи. Това са образи и фигури, които навлизат неконтролируемо в съзнанието под формата на сънища, фантазии, халюцинации или биват проектирани върху външни обекти.

## История на понятието
Понятието е въведено в психологията и културологията от Карл Густав Юнг – създател на аналитичната психология. Зигмунд Фройд говори за 2 нива на психиката – съзнание и несъзнавано, а Карл Юнг – за четири: съзнание, несъзнавано, лично несъзнателно, колективно несъзнателно. Последният пласт съхранява универсални културни представи, архаични представи. Те принадлежат на цялото човечество и имат колективна природа. Именно този колективен основен образ той нарича архетип – „нещо ясно изразено, точно определен порядък с архаичен характер, както по форма, така и по смисъл. Архетипът съдържа митологични мотиви“.

## Архетипът в аналитичната психология
Архетипите се проявяват по време на сънища, по време на екстатични състояния и по време на творческа дейност. Когато се активира колективното несъзнавано, човек вече не е на себе си, той говори с много гласове, защото извлича опита, натрупан през вековете. Архетипите биват наричани първични.

### Андрогенизъм
Андрогенизъм – архетип, старогръцката митология – мъжко / женско. Два от архетипите на Юнг са Анима и Анимус.

### В изкуството
Ролята на архетипите в изкуството – чрез тях по най-елегантен начин индивидуално личното се съчетава с универсалното.

## Архетипни образи
Юнговите архетипа са основно пет:
1. Егото – регулаторният център на душата и осъществител на личността
2. Сянка – обратното на егото, често притежава качества, с които егото не се идентифицира, но личността притежава, независимо от осъзнаването на егото
3. Анима – женското начало на човешката душа (също „душа“)
4. Анимус – мъжкото начало („дух“)
5. Персоната – маската, предпазваща егото от заобикалящата враждебна природа

Освен тези пет типа съществуват архетипни образи. Те са много на брой и най-различни, но някои от тях се повтарят между различни култури. Най-популярните архетипни образи са:
- на детето – чистота, невинност, неопетненост
- на учителя – мъдрост, в преклонна възраст, архетип на духа, който следва предшестващия смисъл
- на героя – храбър, винаги побеждава злото, извор на алтруизъм и благородство
- на хитреца, лисицата
- на дявола или сатана
- на злодея
- на чудовището
- на прераждането
- на Великата майка – Земята
- на световното дърво – космическо дърво – дъб[2]

Световното дърво е свързано със символиката на пространството. Ключовите му опозиции са център-периферия. Има 3 нива и 2 мотива. Мотивите, заради които дървото бива сакрализирано са, че (1) расте нагоре и (2) регенерира. Нивата биват:
1. Хтонично – корените – мъртвите, сенките, змей, с отрицателен знак.
2. Земно – земният свят е двойствен, с два знака – отрицателен и положителен.
3. Уранично – короната – боговете, сакрално пространство, вечност, дух, чистота, светлина, съвършенство, птица, положителен знак.

Архетипът на Земята-Майка се свързва с представата за вечно раждаща утроба; представата за лоно, завръщането, което се свързва с идеята за прераждането, с представата за вечност, поради способността ѝ да се обновява. Земята се приравнява с образа на Жената.

## Архетипни мотиви
Магическия полет – напускат по своя воля тялото и обитават трите свята. Шаманът става равен на боговете и духовете.
Бягство във вертикална посока. Полет, интелигентност, разбирането на тайните неща или на метафизическите истини.
1) Промяна на екзистенциалното ниво.
2) Свързва се с идеята за освобождение, със стремежа към съвършенство, към сакралност.
Мотивът за инициацията – представата за посветителен обред, посветителски смисъл на страданието с идеята за съзряване. Свързан е с няколко етапа:
Първи етап – откъсване от дома – ключов образ е пътя.
Втори – преминаване в нова обществена група
Трети – придобиване на нов тип знания
Четвърти – придобиване на нова идентичност
Инициацията – свързана с идеята за символичната смърт и новото раждане. Гората, степта, джунглата са враждебни пространства.
Мотивът за жертвоприношението
Хората с митологична нагласа на съзнанието осмислят всичко в неговата взаимна обвързаност – сътворението може да стане само от живо и пренесено в жертва същество. В това вярване е въплътена идеята, че животът може да възникне само от друга форма на живот, т.е. насилствената смърт в този контекст е съзидателна, жертвоприношението е само пренасяне на енергия или трансформиране на енергия.
Мотивът за носталгията по изгубения рай – свързан с темата за падението на човека и прогонването му от рая, с чувството за екзистенциална самота и богоизоставеност. Раят има пространствени и времеви характеристики, които се свързват с бащиния дом и детството, т.е. архетипът е свързан с чувството за блаженство, цялостност, духовна чистота, невинност, безсмъртие, непосредственост и свобода.
Автохтония – мистично изживяване на коренячеството, дълбокото чувство, че сме изплували от пръстта, че сме заредени със сила, която струи от земята.
Мотивът стълба към небето – идеалният символ за прехода от един начин на съществуване към друг. Свързва се с идеята за преображение по посока съвършенство, смяна на културното и на екзистенциалното ниво.
Митът за вечното завръщане – свързан е с повторение на определени парадигми, проявяващи се в обреди. Чрез образите човек унищожава профанното, битовото време и се проектира в митичното време.
В културната памет властва една схема на противоположностите, които изграждат архетипите и които се интерпретират от литературата.
Ляво – женско, природа, мистицизъм, сянка, интуитивност.
Дясно – мъжко, история, разум, светлина, рационалност.
| „      | Всеки творец е една двойственост или синтез от парадоксални свойства. От една страна, той е индивид, но от друга – лишен от индивидуалност творчески процес. Изкуството му е вродено като нагон, който го обзема и превръща в инструмент. Като личност, той може да има и нрави и воля, и собствени стремежи. Като творец, обаче, той е човек в по-висок смисъл, личност в повече, колективен човек, носител и ваятел на неосъзнато дейната душа на човечеството. | “ |
| К. Юнг | |   |